# جوائز التراث الهندسي
جوائز التراث الهندسي (بالإنجليزية: Engineering Heritage Awards)‏، المعروفة سابقاً باسم مخطط علامة التراث الهندسي (بالإنجليزية: Engineering Heritage Hallmark Scheme)‏  هي جوائز تهتم بالمجال الهندسي أطلقها معهد المهندسين الميكانيكيين (اختصارًا IMechE) في عام 1984 لتحديد وترويج القطع الفنية والمواقع والمجموعات والمعالم ذات الأهمية الهندسية الهامة.

## تطور الجوائز

### مخطط علامة التراث الهندسي
أطلق معهد المهندسين الميكانيكيين مخطط علامة التراث الهندسي (اختصارًا EHHS ) في عام 1984، وتهدف للبحث في أي مادة أو قطعة فنية تستحق الحصول على جائزة،  في حين يتعين على عضو المعهد استكمال نموذج الترشيح وتقديمه إلى المعهد. بعد التقديم، سيعين مُحكمان، ترشح اللجنة الإقليمية - التي يوجد بها المادة- أحدهما، والمُحكم الثاني يكون مستقلاً. يراجع قسم الدعم الفني في المعهد نتائج المُحكمين قبل إرسال القرار حول الطلب..

### جوائز التراث الهندسي
أنشأ المعهد لجنة التراث التي أطلقت جوائز التراث الهندسي (اختصارًا EHA ) في عام 2007. بسطت لجنة التراث عملية التقديم للجائزة مما جعل الحصول عليها أكثر شفافية وسرعة في اتخاذ القرار، كما أنَّها غيرت في معايير الجائزة، وأصبحت مكتبة المعهد وخدمة المعلومات الخاصة بها تشارك في التحقق من التفاصيل المقدمة، وأُعيد تصميم لوحة الجائزة.

## لوحات جائزتي مخطط علامة التراث الهندسي وجوائزه
تغييرت اللوحات المقدمة للمشاركين في الجائزتين أربع مرَّات منذ عام 1984. كانت اللوحة الأصلية عبارة عن قرص خزفي أزرق يبلغ قطره ق. 40 سم. وقد استبدل في تسعينيات القرن العشرين بلوحة فولاذية مستطيلة مثبتة على قاعدة خشبية. مع إطلاق جوائز التراث الهندسي في عام 2008، أُنشئت لوحة صب جديدة وعُدل الشكل تعديلاً طفيفاً في عام 2009 ليعكس إعادة تسمية العلامة التجارية للمؤسسة.

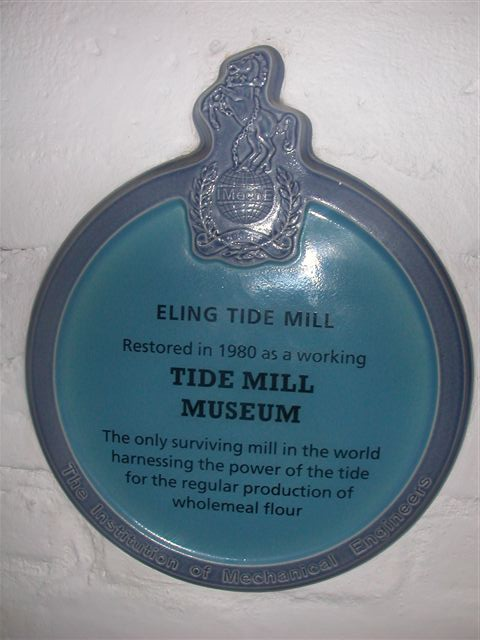
اللوحة الأولى لمخطط جوائز التراث الهندسي في تسعينيات القرن العشرين
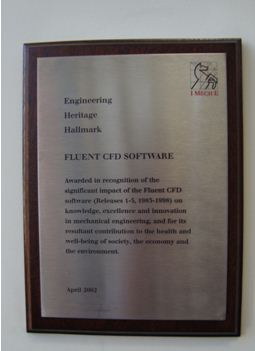
اللوحة الثانية لمخطط جائزة التراث الهندسي التي اعتمدت حتّى عام 2006
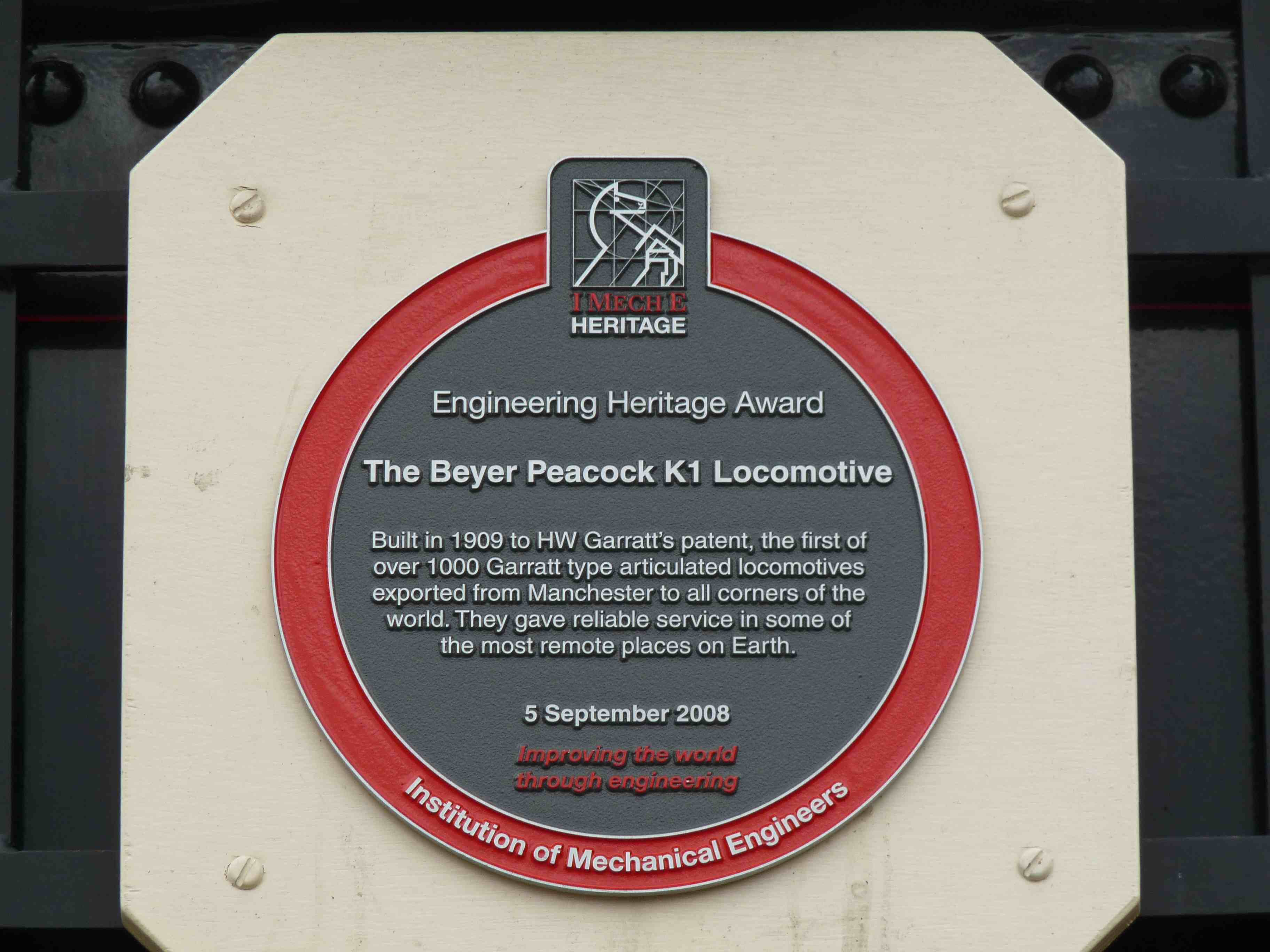
اللوحة الثالثة التي اعتمدت بدءاً من عام 2006، لجائزة التراث الهندسي.
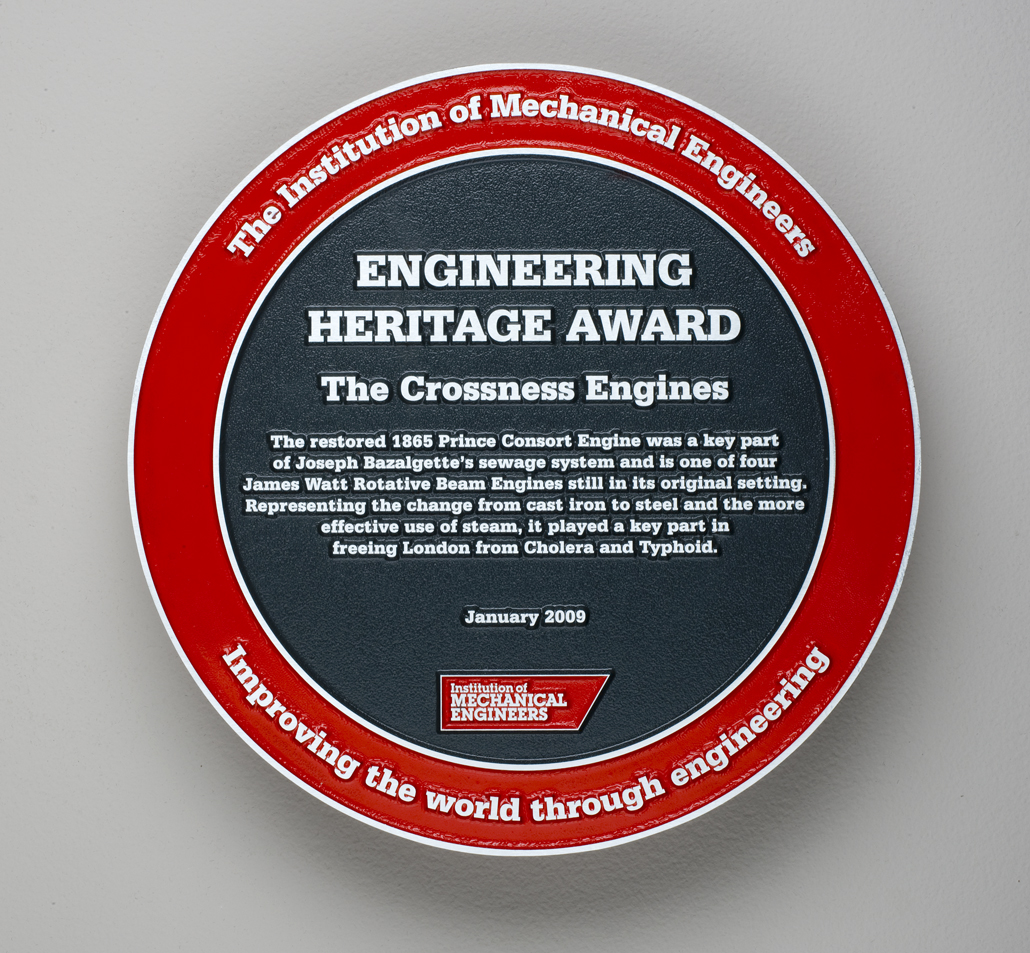
اللوحة الرابعة والمعتمدة منذ 2009 لجائزة التراث الهندسي.

## الحائزون على جائزة التراث الهندسي
| ترتيب الجائزة | المادة الفائزة                                                                      | تاريخ المنح                                                            | الموقع | الاقتباس |
| ------------- | ----------------------------------------------------------------------------------- | ---------------------------------------------------------------------- | --- | --- |
| 1             | المولد رقم 5 لـتشارلز ألجرنون بارسونز                                               | 26 يونيو 1984                                                          | بناء بارسونز في كلية الثالوث الأقدس في دبلن. | كانت هذه واحدة من أولى الآلات التجارية التي تستند إلى براءة اختراع عام 1884 من قبل تشارلز ألجرنون بارسونز لتوربين بخاري واستخدمت دينامو كحمولة، كان خرج المولد 65 أمبير، بشدة 100 فولط وسرعة 12,000 دورة/الدقيقة. قدمها إلى كلية الثالوث الأقدس في دبلن في إيرلندا. |
| 2             | مضخة كلافرتون [الإنجليزية]                                                          | 28 أكتوبر 1984                                                         | محطة ضخ كلافرتون، فيري لين، كلافرتون، ( الرمز البريدي Bath. BA2 7BH)                                                                                                 | صممها جون ريني الأكبر (1761-1821) وبُنيت بين عامي 1813-1820، ثمَّ رممها صندوق قناة كينيت وآفون تست بين عامي 1969-1976. |
| 3             | سكة حديد ففستينونغ [الإنجليزية]                                                     | 09 أبريل 1985                                                          | سكة حديد فيستينيوغ، محطة الميناء، بورثمادوغ [الإنجليزية]، جوينيد (الرمز البريدي LL49 9NF)                                                                            | في عام 1863، كانت الشركة رائدة في استخدام قاطرات النقل البخارية ضيقة النطاق. قُدِّم تصميم براءة اختراع فيرلي لقاطرة ذات عربة مفصلية وأول عربات نقل بعربات في بريطانيا بنجاح في سبعينيات القرن التاسع عشر. أدت هذه الابتكارات إلى تصدير هذه التقنية البريطانية إلى جميع أنحاء العالم. |
| 4             | القاطرة البخارية عام 1930 من صنف غارَّات رقم 2352 [الإنجليزية]                        | 26 سبتمبر 1985                                                         | متحف العلوم والصناعة، طريق ليفربول، كاسلفيلد، مانشستر. (الرمز البريدي M3 4FP)                                                                                        | من صنع شركة بيير وبيكوك وشركاه [الإنجليزية] التي تأسست عام 1854 في غورتون [الإنجليزية] بمانشستر. اشتهرت الشركة بقاطراتها. كان تشارلز باير وريتشارد بيكوك عضوين مؤسسين في معهد المهندسين الميكانيكيين. |
| 5             | محرك نهر دون [الإنجليزية]                                                           | 10 أكتوبر 1985                                                         | متحف جزيرة كيلهام، شارع ألما، شيفيلد. (الرمز البريدي S3 8RY) | محرك ثلاثي الأسطوانات بقوة 12,000 حصان مزود بصمامات جوي وهو أحد أقوى المحركات البخارية الباقية في العالم.بتا شركة ديفي أخوان هذا المحرك في شفيلد عام 1905، ورُكِّب في معامل جريمسيتثورب في كاميلز لتشغيل مطحنة درفلة ألواح الدروع، وثُمَّ نقل إلى منطقة نهر دون التابعة لشركة الصلب الإنجليزية حيث ظل هناك حتَّى عام 1978. |
| 6             | كراجسايد [الإنجليزية]                                                               | 26 نوفمبر 1985 (منحت مرة أخرى في 15 نوفمبر 2013)                       | المنزل الريفي كراجسايد، في روثبيري، موربيث، نورثمبرلاند(الرمز البريدي NE65 7PX)                                                                                      | منزل اللورد أرمسترونغ (1810-1900)، مخترع ومهندس ومُصنِّع أسلحة. طُبقت اختراعاته الهيدروليكية والكهرومائية في جميع أنحاء العقار. كان المنزل أول منزل في العالم يُضاء بالكهرباء المستمدة من الطاقة المائية. |
| 7             | آلة مودسلي لتصنيع الحبال                                                            | 02 أبريل 1986                                                          | حوض بناء السفن التاريخي في تشاتام، الجراحة القديمة، كينت. (الرمز البريدي ME4 4TZ)                                                                                    | صممه وصنعه هنري مودسلي (1711-1831) في عام 1811. وقد استُخدمت لإعادة حبل إتش إم إس إس فيكتور ولا تزال مستخدمة حتى اليوم. |
| 8             | ناعورة مياه إيلينج [الإنجليزية]                                                     | 29 أغسطس 1986                                                          | ناوعورة مياه إيلينج، تولبريدج، توتون، ساوثهامبتون. (الرمز البريدي SP40 9HF)                                                                                          | رممت عام 1980 كمتحف لمطحنة المد والجزر العاملة. الطاحونة الوحيدة الباقية في العالم التي تسخر قوة المد والجزر لإنتاج الدقيق الكامل بانتظام. |
| 9             | محرك واط البخاري                                                                    | 19 أكتوبر 1986                                                         | محطة ضخ كروفتون، كروفتون، مارلبورو، ويلتشير. (الرمز البريدي SN8 3DW)                                                                                                 | أقدم محرك بخاري في العالم لا يزال قادراً على أداء وظيفته الأصلية. تم تقديمه للاحتفال بالذكرى السنوية الـ 250 لميلاد جيمس واط. |
| 10            | متحف كيركالدي للاختبار [الإنجليزية]                                                 | 28 أبريل 1987                                                          | متحف كيركالدي للاختبار، 99 شارع ساوثوورك، لندن. (الرمز البريدي SE1 0JF) (يفتح في أول يوم أحد من الشهر)                                                               | بُني عام 1865 وفقاً لتصميم ديفيد كيركالدي. أسست هذه الآلة النظام الحالي لاختبار المواد ومواصفات الخواص الميكانيكية للمواد الهندسية. |
| 11            | جسر البرج                                                                           | 28 أبريل 1987                                                          | جسر البرج، طريق جسر البرج، لندن. (الرمز البريدي SE1 2UP) | بُني وفقاً لتصميم السير جون وولف باري. يُعدّ التصميم الميكانيكي بأكمله فريداً من نوعه في العالم وذروة القوة البخارية والهيدروليكية في العصر الفيكتوري. |
| 12            | خط سكة حديد مكتب بريد لندن [الإنجليزية]                                             | 28 أكتوبر 1987                                                         | لوحة تذكارية مقدمة إلى مكتب بريد ماونت بليزانت، لندن. (أعيد افتتاح خط السكة الحديد للزوار ابتداءً من سبتمبر 2017)                                                     | افتُتح في 5 ديسمبر 1927. أول خط سكة حديدية كهربائية أوتوماتيكية والسكة الحديدية البريدية الوحيدة في العالم، مما يوفر حلاً فريداً لمشكلة نقل كميات كبيرة من البريد عبر العاصمة. |
| 13            | بيليروفون                                                                           | 19 مارس 1988                                                           | لوحة في متحف السفر بالسكك الحديدية، إنجرو بالقرب من كيغلي، غرب يوركشاير. (الرمز البريدي BD21 5AX) (بيليروفون على سبيل الإعارة إلى سكة حديد فوكسفيلد، ستوك أون ترينت) | بُني في عام 1874 وفقًا لتصميم يوشيا إيفانز في مسبك هايدوك الخاص بعائلته. أقدم مثال باقٍ على صمامات المكبس في قاطرة بخارية. تم ترميمها لتعمل بكامل طاقتها من قبل صندوق العربات القديمة في عام 1985. |
| 14            | فرن البوتقة والمطارق المائلة من هنتسمان                                             | 12 مايو 1988                                                           | أبيدال هاملت الصناعية، طريق أبيدال الجنوبي، شيفيلد. (الرمز البريدي S7 2QW)                                                                                           | الفرن الذي صمم عام 1829 هو أقدم مثال باقٍ في العالم من النوع الذي طوره بنيامين هانتسمان. وكان يمثل في أيامه إنجازاً معدنياً عظيماً. ومن المحتمل أن تكون المطارق المائلة (1785) هي أقدم مجموعة في موقعها الأصلي. وهي تجسّد التكنولوجيا الهندسية في ذروة القوة المائية. وهي ترمز إلى إنجاز صانعي الصلب والمهندسين الذين قدموا أسس الثورة الصناعية. |
| 15            | القاطرة البخارية رقم 1 [الإنجليزية]                                                 | 19 مايو 1988                                                           | متحف دارلينغتون للسكك الحديدية، محطة نورث رود، دارلينغتون. (الرمز البريدي DL3 6ST)                                                                                   | تم بناء القاطرة وفقًا لتصميم ابتكره جورج ستيفنسون، أول رئيس لمعهد المهندسين الميكانيكيين. في يوم افتتاح سكة حديد ستوكتون ودارلينغتون في 27 سبتمبر 1825، قاد هذا المحرك، الذي كان يجر القطار الافتتاحي على أول سكة حديد عامة تعمل بالبخار في العالم. |
| 16            | هوكر سايدلي هارير                                                                   | 25 أكتوبر 1990 (منحت مرة أخرى في 18 أكتوبر 2012)                       | متحف سلاح الجو الملكي البريطاني في هندون، طريق غراهام بارك، لندن. (الرمز البريدي NW9 5LL)                                                                            | أول طائرة V/STOL عاملة في العالم دخلت الخدمة في عام 1969. وهي نسخة مطورة من الطائرة P1127، وهو مفهوم صممه فريقا تصميم طائرات هوكرو بريستول سايدلي للمحركات تحت قيادة السير سيدني كام والسير ستانلي هوكر. |
| 17            | حدائق النباتات الملكية (كيو)                                                        | 2 مايو 1991                                                            | الحدائق النباتية الملكية، كيو، ريتشموند. (الرمز البريدي TW9 3AB) | صممته مشاريع PSA وافتتح في 28 يوليو 1987 باعتباره المعهد الموسيقي الأكثر تقدمًا في العالم من حيث كفاءة استخدام الطاقة. وهو يشتمل على عشر مناطق مناخية مختلفة، تم إنشاؤها وصيانتها بواسطة نظام متكامل يكون التحكم فيه بواسطة الحاسوب |
| 18            | حاجز الفيضان تامز [الإنجليزية]                                                      | 14 يونيو 1991                                                          | مركز حاجز التامز التعليمي، 1 يونيتي واي، ووليتش، لندن. (الرمز البريدي SE18 5NJ)                                                                                      | افتُتح رسميًا في عام 1984، وهو أكبر حاجز للفيضانات صالح للملاحة في العالم ويتضمن تصميمًا هندسيًا جديدًا وفريدًا من نوعه في تصميم وتشغيل المعدات. كما أنه حيوي وفعّال في دفاعات لندن ضد الفيضانات بالإضافة إلى كونه أحد الهياكل الرئيسية المبهجة من الناحية الجمالية في العاصمة. المشروع برعاية مجلس لندن الكبرى. المهندسون الاستشاريون ريندل بالمر وتريتون. تديره هيئة الأنهار الوطنية. |
| 19            | جسر نقل تيز [الإنجليزية]                                                            | 2 ديسمبر 1993 (منحت مرة أخرى في 19 أكتوبر 2011 في احتفالية مئة عام له) | جسر النقل تيز، طريق فيري، ميدلزبرة. (الرمز البريدي TS2 1PL) | وهو أطول جسر ناقل عامل في العالم. فمنذ افتتاحه في عام 1911 وهو يوفر عبورًا موثوقًا لنهر تيز، دون الحاجة إلى سدود الاقتراب، مما يتيح حرية المرور للسفن العابرة للمحيطات. قام بتصميمه السيد جي سي إمبولت من شركة كليفلاند بريدج آند إنجنيرنغ وبناؤه من قبل شركة السير ويليام أرول وشركاه. |
| 20            | ورشة الحديد ورتلي توب [الإنجليزية]                                                  | 25 مارس 1994                                                           | متحف وورتلي توب فورج الصناعي، فورج لين، ثورغولاند، جنوب يوركشاير. (الرمز البريدي S35 7DN)                                                                            | أقدم ورشة للحديد الثقيل باقية في العالم، كانت تعمل من عام 1620 إلى 1908. وقد اكتسبت سمعة عالمية لجودة محاور السكك الحديدية التي تم إنتاجها في القرن التاسع عشر. وكانت مثالاً رائداً للهندسة المتكاملة التي تجمع بين البحث والتصميم والتصنيع والاختبار. |
| 21            | حلقة مياه التيمز الرئيسية [الإنجليزية]                                              | 13 يوليو 1994                                                          | قُدمت الجائزة إلى شركة توماس والتر في مكاتبها في إزلنغتون في جميع أنحاء لندن.                                                                                         | هذا نظام فريد من نوعه لتوزيع المياه مع حلقة نفقية مغلقة مضغوطة مضغوطة لمياه الشرب، يتم تغذيتها بالجاذبية من عدة اتجاهات معالجة للمياه. |
| 22            | منزل ثيو وليمسون [الإنجليزية]                                                       | 14 فبراير 1995                                                         | 65 غيلمور بليس، إدنبرة (الرمز البريدي EH3 9NU) (المنزل الآن فندق 4 نجوم للمبيت والإفطار)                                                                             | عاش في هذا المنزل ديفيد ثيودور نيلسون ويليامسون (1920-1992). مهندس ميكانيكي وكهربائي. مبتكر إعادة إنتاج الصوت عالي الجودة من خلال مكبر الصوت الخاص به. رائد عالمي في تطبيق التحكم العددي على أدوات الماكينات مما أدى إلى التصنيع بمساعدة الحاسوب. |
| 23            | التوربينية [الإنجليزية]                                                             | 30 نوفمبر 1995                                                         | متحف ديسكفري، ميدان بلاندفورد، نيوكاسل أبون تاين. (الرمز البريدي NE1 4JA)                                                                                            | يجسد تي إس توربينيا إنجازات تشارلز ألجرن بارسونز المهندس والمخترع العالمي الشهير. تعمل التوربينية بأعظم اختراعاته، وهو أول توربين بخاري عملي، والذي غيّر من طريقة دفع السفن عالية السرعة وأسس الأساس لتوليد الطاقة الكهربائية في الوقت الحاضر. |
| 24            | قاطرة تريفيثيك بينيدارين البخارية                                                   | 7 فبراير 1996                                                          | المتحف الوطني للواجهة البحرية، طريق أويسترماوث، الحي البحري، سوانسي.(الرمز البريدي SA1 3RD)                                                                          | صُنعت قاطرة ريتشارد تريفيثيك بينيدارين لوكوموتيف في عام 1804 وجرى تشغيلها عبر خط ترام ميرثر. هذه نسخة طبق الأصل من تلك الآلة التي لفتت الانتباه على نطاق واسع لإمكانيات محرك تريفيثيك البخاري عالي الضغط في مجال الجر بالسكك الحديدية. |
| 25            | مخرطة بريان دونكين [الإنجليزية]بريان دونكين الوردية                                 | 3 أبريل 1996                                                           | مُنح المحرك لمتحف العلوم في لندن. وهو محفوظ في أرشيفهم وليس معروضاً.                                                                                                   | استُخدمت الأنماط المعقدة التي نقشتها هذه المخرطة الهندسية لأكثر من قرن من الزمان لحماية الأوراق النقدية والوثائق من التزوير. أنتجت المخرطة قوالب معدنية مركبة عالية الدقة للطباعة بلونين في وقت واحد، وذلك جنباً إلى جنب مع آلة الطحن الفريدة من نوعها التي ابتكرها براين دونكين. |
| 26            | رولز رويس أر بي 211                                                                 | 3 مايو 1996                                                            | مركز رولز رويس للتراث، ديربي. (الرمز البريدي DE24 8BJ) | يُعدّ محرك RB211 أول محرك هوائي ثلاثي الأعمدة ذي نسبة تجاوز عالية في العالم والوحيد في الوقت الحالي. وبعد مرور 25 عاماً، لا يزال هذا المحرك يضع معايير جديدة للموثوقية والمتانة. |
| 27            | نيكولاس أوتو ويوجين لانجين محرك                                                     | 10 يوليو 1996                                                          | متحف أنسون للمحركات، طريق أنسون، بوينتون. (الرمز البريدي SK12 1TD)                                                                                                   | هذا المحرك (Nº379) تصنيع عام 1872 هو واحد من حوالي 1300 محرك صنعته شركة كروسلي أخوان في مانشستر وفقاً لتصميم نيكولاس أوغست أوتو الحاصل على براءة اختراع عام 1866. وهو مثال على أول محرك احتراق داخلي ناجح تجاريًا تم تقديمه في معرض باريس عام 1867. |
| 28 & 29       | نفق المانش ويوروستار                                                                | 9 يونيو 1997                                                           | نفق القناة - فولكستون، كنت. يوروستار - محطة واترلو، لندن. (تغير موقع يوروستار الآن إلى محطة قطار سانت بانكراس)                                                       | يُعد نفق القناة أحد أكثر المشاريع الهندسية تقدماً وأكبرها من نوعه. فهو يحمل قطارات تقليدية ومركبات مكوكية على حد سواء، وقد قلل من وقت عبور القناة إلى دقائق بدلاً من ساعات. |
| 30            | محطة ضخ جسر كيو بريدج [الإنجليزية]                                                  | 10 يوليو 1997                                                          | متحف كيو بريدج ستيمز، جرين دراجون لين، برينتفورد، ميدلسكس. (الرمز البريدي TW8 0EN)                                                                                   | فريدة من نوعها في نهجها الفريد في الحفاظ على معدات ضخ المياه، ولا سيما التركيبات الأصلية لخمسة محركات شعاع الكورنيش الشهيرة. |
| 31            | برنامج التدفئة المجتمعية لتوليد الكهرباء من الطاقة الحرارية المشتركة في نوتنغهام    | 01 مايو 1998                                                           | في جميع أنحاء نوتنغهام. | يعد مخطط نوتنغهام للتدفئة والطاقة المدمجة أول مخطط في المملكة المتحدة لإنتاج الكهرباء التجارية والمياه الساخنة للتدفئة المجتمعية عن طريق الحرق الفعال للنفايات. ومن المزايا البيئية والاقتصادية الإضافية لهذا المخطط الحد من النفايات وتحويلها إلى مخلفات معقمة وخاملة وإطالة عمر مواقع طمر النفايات. |
| 32            | SS بريطانيا العظمى [الإنجليزية]                                                     | 05 فبراير 2000                                                         | غريت ويسترن دوك، طريق غازفيري، بريستول. (الرمز البريدي BS1 6TY) | مثال بارز على التصميم المبتكر لإيسامبارد كينجدوم برونيل الذي قدم مساهمة كبيرة للمجتمع والهندسة الميكانيكية. كانت أول سفينة ذات هيكل حديدي ذات دفع لولبي تعبر أي محيط. تم تصميمها كعنصر أساسي في نظام النقل المتكامل من لندن إلى العالم الجديد. |
| 33            | محرك زيت بريستمان [الإنجليزية]                                                      | 29 مارس 2000                                                           | متحف ستريت لايف، هاي ستريت، كينغستون أبون هال. (الرمز البريدي HU1 1PS)                                                                                               | حصل ويليام دينت بريستمان (1847-1936) على براءة اختراع محرك احتراق داخلي في عام 1885 لحرق الوقود الأثقل من البنزين. وقدم في عام 1886 بكونه أول محرك ناجح من نوعه في المملكة المتحدة. وقد استمرت جودة هندسته الميكانيكية. |
| 34            | أول نموذج أولي للعقدة الفولاذية المصبوبة في العالم                                  | 30 مارس 2000                                                           | شيفيلد فورجماسترز، برايتسايد لين، شيفيلد. (الرمز البريدي S9 2RX) | صُنعت أول عقدة من الصلب المسبوك في العالم في عام 1978 في مسبك ريفر دون للمسبوكات القريب، وهو الآن جزء من شركة شيفيلد فورجيماسترز. استُخدمت هذه العقدة لربط أنابيب منصات النفط البحرية، وكان تصميمها من الفولاذ المصبوب يمثل علامة فارقة في تطوير تكنولوجيا الصب والهياكل البحرية. |
| 35            | برنامج د.م.ح فلوينت                                                                 | 01 أبريل 2002                                                          | أنسيس المملكة المتحدة، شيفيلد بيزنس بارك، 6 يوروبا فيو، شيفيلد. (الرمز البريدي S9 1XH)                                                                               | مُنحت الجائزة تقديرًا للأثر الكبير لبرنامج فلوينت ديناميكا الموائع الحسابية (الإصدارات 1-5، 1983 إلى 1998) على المعرفة والتميز والابتكار في الهندسة الميكانيكية، ولمساهمته في صحة ورفاهية المجتمع والاقتصاد والبيئة. |
| 36            | توسعة خط اليوبيل [الإنجليزية]                                                       | 19 نوفمبر 2002                                                         | لوحة تقع في محطة كناري وارف لمترو الأنفاق، كناري وارف، لندن. | تقديراً للميزات العديدة التي ساهمت في سلامة الركاب والوصول إلى امتداد خط اليوبيل، مما يجسد الابتكار المستمر في نظام مترو أنفاق لندن منذ إنشائه في عام 1863. |
| 37            | عملية بيسمر [الإنجليزية]                                                            | 26 مارس 2004                                                           | متحف جزيرة كيلهام الصناعي، شارع ألما، شيفيلد. (الرمز البريدي S3 8RY)                                                                                                 | تقديرًا للمساهمة البارزة في صناعة الصلب التي قدمها السير هنري بيسمر من خلال اختراعه لعملية بيسمر لصناعة الصلب كما هو مجسد في هذا المثال الأخير المتبقي من محول بيسمر. |
| 38            | زجاج طافي                                                                           | 02 نوفمبر 2004                                                         | مجموعة بيلكنجتون المحدودة، طريق بريسكوت، سانت هيلينز، ميرسيسايد. (الرمز البريدي WA10 3TT)                                                                            | اخترعها السير أليستر بيلكنجتون وفريقه من المهندسين والعلماء وعمال الإنتاج في عام 1953 في شركة بيلكنجتون براذرز في سانت هيلينز. وقد أحدثت هذه العملية ثورة في إنتاج زجاج النوافذ وزجاج السيارات في جميع أنحاء العالم منذ الستينيات. |
| 39            | مكبس بريمه الهيدروليكي                                                              | 07 أبريل 2005                                                          | متحف جزيرة كيلهام، شارع ألما، شيفيلد. (الرمز البريدي S3 8RY) | تم تقديم الجائزة تقديراً للمساهمة البارزة في الهندسة الميكانيكية التي قدمها جوزيف براماه في إرساء أسس هندسة طاقة السوائل، كما يتجسد في هذا المثال الأخير المتبقي من مكبس براماه الهيدروليكي. |
| 40            | محرك غاردنر 4L2                                                                     | 07 مايو 2005                                                           | متحف أنسون للمحركات، طريق أنسون، بوينتون، شيشاير. (الرمز البريدي SK12 1TD)                                                                                           | كان محرك غاردنر 4L2 أول محرك ديزل عالي السرعة يعمل بالحقن المباشر عالي السرعة يمكن الاعتماد عليه باستمرار. وكان من شأن كفاءته في استهلاك الوقود وموثوقيته التامة وطول عمره أن يحول النقل البري. |
| 41            | أعمال روبرت ستيفنسن                                                                 | 05 سبتمبر 2005                                                         | أعمال ستيفنسون، 20 ساوث ستريت، نيوكاسل أبون تاين. (الرمز البريدي NE1 3PE) (توقف الدخول العام في عام 2009)                                                            | كانت أعمال ستيفنسون في شارع ساوث ستريت في نيوكاسل تضم أول أعمال قاطرات مبنية لهذا الغرض في العالم. كانت هذه المباني بمثابة ميلاد القاطرة البخارية التي أحدثت ثورة في صناعة السكك الحديدية في جميع أنحاء العالم. |
| 42            | قاذفة القنابل فيكرز ويلينغتون                                                       | 19 سبتمبر 2007                                                         | متحف رياضة السيارات والطيران، طريق بروكلاندز، ويبريدج، ساري. (الرمز البريدي KT13 0QN)                                                                                | كانت طائرة ويلينجتون، بهيكلها الجيوديسي الفريد من نوعه الذي صممه السير بارنز واليس، الأكثر تقدماً من الناحية التقنية من الجيل الجديد من قاذفات سلاح الجو الملكي البريطاني التي تم تطويرها في منتصف الثلاثينيات. وقد خدمت طوال الحرب العالمية الثانية وكانت رائدة في العديد من الميزات المستخدمة في التصاميم اللاحقة. |
| 43            | محرك بول                                                                            | 12 مايو 2008                                                           | متحف جسر كيو البخار، غرين دراغون لين، برينتفورد، ميدلسكس. (الرمز البريدي TW8 0EN)                                                                                    | أكبر محرك من نوعه في الوجود والمثال الوحيد الذي لا يزال في موقعه الأصلي. تم تطوير التصميم من قِبل إدوارد بول في تسعينيات القرن الثامن عشر وبعد ذلك من قِبل شركة هارفي وشركاه في كورنوال. |
| 44            | السكك الحديدية الغربية العظمى [الإنجليزية]                                          | 27 سبتمبر 2008                                                         | مركز ديدكوت للسكك الحديدية، محطة ديدكوت باركواي، أوكسفوردشاير. (الرمز البريدي OX11 7NJ)                                                                              | لعملها في الحفاظ على تراث سكة حديد جريت ويسترن وإعادة إنشائها، مما يسمح للأجيال القادمة بالاستمتاع بأعمال إيسامبارد كينجدوم برونيل ودانيال جوتش وجورج تشيرشوارد، والمشاركة وتعلم المهارات الهندسية. |
| 45            | قاطرة باير بيكوك البخارية نوع غارات K1                                              | 05 أكتوبر 2008                                                         | سكة حديد ستاتفولد بارن، طريق آشبي، تامورث، ستافوردشاير. (الرمز البريدي B79 0BU)                                                                                      | صُممت في عام 1909 وفقًا لبراءة اختراع HW Garratt، وهي أول قاطرة من بين أكثر من 1000 قاطرة مفصلية من نوع Garratt تم تصديرها من مانشستر إلى جميع أنحاء العالم. قدمت هذه القاطرات خدمة موثوقة في بعض الأماكن النائية على وجه الأرض. |
| 46            | إنجلش إلكتريك لايتنينغ                                                              | 12 سبتمبر 2008                                                         | أنظمة BAE، قبة وارتون الجوية، بريستون. (الرمز البريدي PR4 1AX) | الطائرة المقاتلة البريطانية الوحيدة الأسرع من الصوت بالكامل. في الخدمة في الخطوط الأمامية مع سلاح الجو الملكي البريطاني 1960-1988، وهو رقم قياسي بالنسبة لطائرة مقاتلة. |
| 47            | محرك ديزل ماكس JCB                                                                  | 09 أكتوبر 2008                                                         | متحف محرك أنسون، طريق أنسون، بوينتون، شيشاير. (الرمز البريدي SK12 1TD)                                                                                               | أحد زوج محركات JCB444-LSR الذي قام بتشغيل سيارة JCB التي تعمل بالديزل إلى سرعة 350.092 ميلاً في الساعة في مسطحات بونفيل الملحية في 23 أغسطس 2006. وقد تم تقديمها تقديراً لنجاحها في تسجيل الرقم القياسي الدولي للسيارات التي تعمل بالديزل. |
| 48            | دار محركات كروسنيس للمحركات [الإنجليزية]، ومحركات جيمس وات ذات العوارض [الإنجليزية] | 20 يناير 2009                                                          | محركات كروسنس ترست، أعمال العالم، كروسنس لأعمال معالجة مياه الصرف الصحي، طريق بلفيدير، آبي وود، لندن. (الرمز البريدي SE2 9AQ)                                        | تم تقديمها لعملها على ترميم بيت المحركات عام 1865 ومحركات جيمس وات ذات الشعاع الدوار التي كانت مع المضخات جزءًا أساسيًا من نظام الصرف الصحي الذي أنشأه جوزيف بازالجيت والذي خلّص لندن من الكوليرا والتيفود. |
| 49            | بومب في بلتشلي بارك                                                                 | 24 مارس 2009                                                           | بلتشلي بارك، ميلتون كينز. (الرمز البريدي MK3 6ED) | أعيد بناؤه في عام 2007 باستخدام المخططات الأصلية. جهاز كهروميكانيكي صممه كل من أ. تورينغ وجي ويلشمان وه. كين، واستُخدم في فك شفرة إنيجما الألمانية خلال الحرب العالمية الثانية. لعبت القنابل الـ 200 التي صنعتها شركة ماكينة الجدولة البريطانية دوراً محورياً في كسب الحرب. |
| 50            | محرك بيركنز وولف [الإنجليزية]                                                       | 28 أبريل 2009                                                          | مركز تراث بيركنز، محركات بيركنز، طريق فرانك بيركنز، بيتربورو. (الرمز البريدي PE1 5NA)                                                                                | بيركنز وولف مصمم: سي دبليو تشابمان. أول محرك ديزل عالي السرعة. يمكن تشغيل محرك وولف بنظام احتراق بيركنز Aeroflow الحائز على براءة اختراع بسرعة 3000 دورة في الدقيقة وكان متاحاً للشاحنات الخفيفة وسيارات الركاب منذ عام 1933. وقد تأسس نجاح محركات بيركنز على هذا المحرك. |
| 51            | القاطرة البخارية من الفئة A1 (تورنيدو: 60163) [الإنجليزية]                          | 23 مايو 2009                                                           | المتحف الوطني للسكك الحديدية، طريق ليمان، يورك. (الرمز البريدي YO26 4XJ)                                                                                             | تورنيدو - قاطرة A1 باسيفيك. مصمم: AH Peppercorn. تم الانتهاء من بناء تورنيدو في عام 2008 باستخدام مزيج من المهارات الهندسية التقليدية والحديثة، وهي أول قاطرة بخارية على الخط الرئيسي يتم بناؤها في هذا البلد منذ عام 1960. كانت قاطرات A1 باسيفيك هي آخر تصميم لقاطرة الركاب السريعة لسكة حديد لندن والشمال الشرقي، حيث كانت قادرة على السير لمسافة 118,000 ميل بين عمليات الإصلاح. لم يتم الحفاظ على أي منها عند نهاية البخار.                                                                     |
| 52            | أولد بيس [الإنجليزية]                                                               | 16 سبتمبر 2009                                                         | متحف العلوم، طريق المعارض، جنوب كنسينغتون، لندن. (الرمز البريدي SW7 2DD)                                                                                             | محرك بيس القديم. الطاقة من أجل الثورة الصناعية. تقديراً للتحسينات التي أدخلها جيمس وات على المحرك البخاري. تم بناء ”أولد بيس“ من قبل بولتون ووات في عام 1777 واستخدم لتشغيل مصنع سوهو حتى عام 1848. كان هذا المحرك مقدمة لكثير من محطات توليد الطاقة المعروضة في المتحف وهو أقدم محركات وات الباقية. |
| 53            | طائرة تذكارية لمعركة بريطانيا التذكارية                                             | 08 أبريل 2010                                                          | سلاح الجو الملكي، كونينغسبي، لينكولنشاير. (الرمز البريدي LN4 4SY) | تُعد طائرات أفرو لانكستر، وطائرات الهوكر هوريكان وسوبرمارين سبيتفاير في هذا الطيران، تكريماً للطيارين الذين فقدوا أرواحهم في خدمة هذا البلد وإلهاماً للجميع. |
| 54            | محطة ضخ كيمبتون [الإنجليزية]                                                        | 14 مايو 2010                                                           | أعمال معالجة المياه في كيمبتون بارك، سناكي لين، هانوورث، ميدلسكس. (الرمز البريدي TW13 6XH)                                                                           | صممه مجلس مياه العاصمة البريطانية تحت إشراف هنري ستيلجو. تم تصنيع محركي التمدد الثلاثي هذين المحركين من قبل ورثينجتون-سيمبسون في نيوارك أون ترينت وتم تشغيلهما في عام 1928. وقد وفرا المياه النظيفة لسكان لندن لمدة 50 عامًا. المحرك رقم 6 (المعروف باسم ويليام بريسكوت) هو أكبر محرك بخاري يعمل في العالم. |
| 55            | محطة طاقة الجيب                                                                     | 21 يونيو 2010                                                          | الإطفاء الداخلي - متحف الطاقة، كاستل بريد، تانيجروس، سيرديجيون. (الرمز البريدي SA43 2JS)                                                                             | تم تزويد هذه الوحدة التي تعمل بمحرك بريستول سيدلي بروتيوس الذي صممه أ. ن. إيرينز، وتم تكليف هذه الوحدة التي تبلغ قدرتها 3 ميجاوات في عام 1959. وكانت رائدة في مفهوم محطات الطاقة غير المأهولة واستخدام توربينات الغاز خفيفة الوزن لتوليد الطاقة. هذه هي المجموعة التشغيلية الوحيدة المعروضة للجمهور في العالم. |
| 56            | أول محرك للسير هاري ريكاردو                                                         | 30 يونيو 2010                                                          | ريكاردو، مركز شورهام التقني، شورهام باي ساسكس، غرب ساسكس. (الرمز البريدي BN4 5FG)                                                                                    | صمم السير هاري ريكاردو هذا المحرك رباعي الأشواط رباعي الشحنات الطبقية في سن السابعة عشرة، وصنعه في عام 1903 واستخدمه لضخ المياه في منزل عائلته. وقد شجع نجاحه السير هاري على تصميم المحرك وتطويره طوال حياته. رئيس معهد IMechE في عام 1944، ولا تزال أفكاره واختراعاته تساهم في نجاح ريكاردو حتى اليوم. |
| 57            | سكة حديد بلوبيل [الإنجليزية]                                                        | 22 أغسطس 2010                                                          | محطة شيفيلد بارك، شرق ساسكس. (الرمز البريدي TN22 3QL) | أول خط سكة حديد للركاب بمقاييس قياسية محفوظة في بريطانيا العظمى، حيث تم تشغيل أول قطار لها في أغسطس 1960. تتمتع سكة حديد بلوبيل بمرافق ورش عمل رائعة وتلتزم بالحفاظ على عربات السكك الحديدية والبنية التحتية والمهارات والأجواء الخاصة بالسكك الحديدية البخارية العاملة وتطويرها. |
| 58            | محطة ضخ كلايميلز الفيكتورية [الإنجليزية]                                            | 12 نوفمبر 2010                                                         | محطة كلايميلز للضخ الفيكتوري، ميدو لين، ستريتون، بيرتون أون ترينت، ستافوردشاير. (الرمز البريدي DE13 0DA)                                                             | مُنحت الجائزة لصندوق كلايميلز لمحركات الضخ في كلايميلز لترميمهم لأكثر الأمثلة اكتمالاً لمحطة ضخ مياه الصرف الصحي في بريطانيا في العصر الفيكتوري. من عام 1885 إلى عام 1971 كان هذا الموقع يتعامل مع النفايات السائلة من بورتون أبون ترينت لصناعة التخمير في بورتون أبون ترينت. ومن بين كنوزها العديدة أقدم دينامو يعمل بالبخار في البلاد. |
| 59            | متحف كوين ستريت ميل للنسيج                                                          | 25 نوفمبر 2010                                                         | متحف كوين ستريت ميل للمنسوجات، شارع الملكة، هارل سايك، بيرنلي، لانكشاير. BB10 2HX)                                                                                   | تشغيل آخر طاحونة نسج تعمل بالبخار في العالم بني هذا المحرك المركب الأفقي الترادفي المركب من قبل شركة دبليو روبرتس وأولاده في نيلسون في عام 1894، وكان يعمل على تشغيل الطاحونة حتى إغلاق شركة كوين ستريت للتصنيع في عام 1982. الآن ”بيس“ محفوظة ويمكن رؤيتها وهي تعمل في موقعها الأصلي. |
| 60            | إتش إم إس بلفاست [الإنجليزية]                                                       | 1 ديسمبر 2010                                                          | إتش إم إس بلفاست، مورجان لين، شارع تولي، لندن. (الرمز البريدي SE1 2JH)                                                                                               | طراز طراد المدينة المعدل، دشنت عام 1938 في شركة هارلاند وولف، وهي السفينة الحربية الرئيسية الوحيدة الباقية من البحرية الملكية من الحرب العالمية الثانية. أربع توربينات بخارية بقوة 20,000 حصان، وسرعة 32 عقدة، واثنا عشر مدفعاً بقطر 6 بوصة وإزاحة 11,500 طن، إن نجاح السفينة HMS Belfast في المعركة هو إشادة بتصميمها السليم ومهارة وشجاعة طاقمها. |
| 61            | مطحنة بنك المحجر                                                                    | 11 March 2011                                                          | Quarry Bank Mill and Styal Estate, Styal, Wilmslow, Cheshire. SK9 4LA                                                                                                | ستاال، مجموعة فريدة من آلات النسيج العاملة والآلات الكهربائية التي تمكّن الزائرين من تجربة العملية بأكملها بدءاً من غزل القطن الخام إلى نسج القماش النهائي. تعد مطحنة بنك المحجر موقعاً ذا أهمية تعليمية، حيث يوفر رابطاً لأطفال اليوم مع أطفال العصر الماضي. |
| 62            | مصنع بورسليدون للبناء في المتحف الصناعي                                             | 12 April 2011                                                          | Bursledon Brickworks Industrial Museum, Swanwick Lane, Swanwick. SO31 7GW                                                                                            | رُكِّبَ مصنع البثق الذي يعمل بالبخار في عام 1897 واستمر تشغيله لأكثر من 70 عاماً. يُعتقد أن هذا المصنع، الذي رمّمه صندوق هامبشاير للمحافظة على المباني، هو المثال الوحيد العامل في المملكة المتحدة. كانت ماكينات صناعة الطوب مثل هذه الآلات عاملاً أساسياً في توسيع البلدات والمدن الإنجليزية. |
| 63            | غواصة هلند [الإنجليزية]                                                             | 4 May 2011                                                             | Royal Navy Submarine Museum, Haslar Jetty Road, Gosport, Hampshire. PO12 2AS                                                                                         | هولاند 1 من تصميم جون فيليب هولاند، بنى هذه الغواصة الرائدة فيكرز ماكسيم في بارو إن-فورنس وأطلقت في عام 1901، وكانت تعمل بمحرك بنزين بقوة 160 حصان وبسرعة 8 عقد على السطح،فيما يوفر محرك كهربائي بقوة 70 حصاناً سرعة مغمورة تبلغ 7 عقدة. كانت هلند 1 أول غواصة عاملة للبحرية الملكية البريطانية. |
| 64            | الترسانة الملكية البريطانية [الإنجليزية]                                            | 2 June 2011                                                            | The Royal Arsenal نسخة محفوظة 2016-04-26 على موقع واي باك مشين., Woolwich, London. SE18 6ST                                                                          | الترسانة الملكية من 1671 إلى 1967، أنتجت الترسانة الملكية الكثير من الأسلحة التي احتاجها هذا البلد أثناء نمو الإمبراطورية البريطانية وخلال حربين عالميتين. طور السير جون أندرسون (1814-1886)، نائب رئيس معهد المهندسين الميكانيكيين وأول كبير المهندسين الميكانيكيين في البلاد، العديد من الابتكارات الميكانيكية الهامة. |
| 65            | مغدافية وافرلي [الإنجليزية]                                                         | 13 August 2011                                                         | PS Waverley (Various Locations) | بُنيت ويفرلي في عام 1946 لصالح سكة حديد لندن والشمال الشرقي، وهي آخر مغدافية في العالم. يبلغ وزنها 693 طناً وذات محرك بخاري ثلاثي التمدد من رانكين وبلاكمور ينتج 2100 حصان بقوة 58 دورة في الدقيقة. وقد حققت سرعة 18 عقدة في تجارب القبول. |
| 66            | أفرو فولكان XH558                                                                   | 27 October 2011                                                        | Vulcan to the Sky, Robin Hood Airport, Doncaster. DN9 3RH | تصميم روي تشادويك وستيوارت ديفيز تعد هذه الطائرة آخر طائرة صالحة للطيران من أسطول قاذفات V التابعة لسلاح الجو الملكي البريطاني، وهي الرادع الاستراتيجي البريطاني من عام 1955 إلى عام 1969، وهي مثال رائع للريادة البريطانية في مجال الطيران. كانت الطائرة XH558 في الخدمة حتى عام 1993 وهي تعمل بأربعة محركات من طراز رولز رويس أوليمبس. |
| 67            | سكة حديد تاليلين [الإنجليزية]                                                       | 30 October 2011                                                        | Talyllyn Railway, Wharf Station, Tywyn, Gwynedd. LL36 9ET | افتتحت سكة حديد تاليلين في عام 1866، وهي أقدم سكة حديدية ضيقة النطاق يتم تشغيلها باستمرار في بريطانيا. وفي عام 1951 أصبحت أول سكة حديدية محفوظة يتم تشغيلها بشكل تطوعي في العالم. يبلغ طول خط سكة حديد تاليلين 7.25 ميل ويبلغ مقياسه 2 قدم و3 بوصات، وهو جزء مهم من التراث الصناعي الويلزي. |
| 68            | Central Valve Steam Engine                                                          | 18 November 2011                                                       | ألستوم Power, Willans Works, Newbold Road, Rugby. CV21 2NH Moved in 2017 to the Internal Fire – Museum of Power in West Wales.                                       | صُنع هذا المحرك المركب ثلاثي السواعد بقوة 140 حصاناً في عام 1901 في رجبي، وظل في الخدمة لمدة 57 عاماً. كانت محركات ويلانز تعمل بسرعة 350 إلى 500 دورة في الدقيقة ويمكن توصيلها مباشرة بالمولدات. وفي عام 1892، كانت تمثل 68% من إجمالي الطاقة الكهربائية المولدة في بريطانيا، وسيطرت على هذا السوق حتى ظهور التوربينات البخارية. |
| 69            | جاكوار أي-تايب                                                                      | 25 November 2011                                                       | Jaguar Heritage, Browns Lane, Allesley, Coventry. CV5 9DR | من تصميم مالكولم ساير تحت إشراف السير ويليام ليونز (HonFIMechE) وهي سليلة مباشرة للسيارات التي فازت بخمسة سباقات لومان 24 ساعة خلال خمسينيات القرن الماضي. وقد أدخلت تكنولوجيا هندسة المحركات المتطورة مثل الإطار الأحادي المدمج بين الإطار الأحادي والفضائي الذي اعتمدته سيارات الفورمولا واحد في السنوات اللاحقة. |
| 70            | Boulton and Watt Engine                                                             | 20 December 2011                                                       | Powerhouse Museum, 500 Harris Street، Ultimo، سيدني, Australia. | أقدم محرك بخاري دوّار [الإنجليزية] في العالم، صُنِع عام 1785، وكان يُشغِّل مصنع ويتبريد للجعة في لندن حتى عام 1887. عرض جيمس واط هذا المحرك على الملك جورج الثالث عندما زار مصنع الجعة في عام 1787. يمثل هذا المحرك بداية التصنيع الشامل والزيادة الهائلة في استخدام الوقود الأحفوري. |
| 71            | Humphrey Pump                                                                       | 20 December 2011                                                       | Cobdogla Irrigation Museum, Cobdogla, South Australia | محرك رباعي الأشواط بدون مكابس أو عمود مرفقي، يعمل اختراع همفري العبقري الحاصل على براءة اختراع عام 1906 مباشرة على المياه التي يضخها. هذا النموذج الذي يعمل بالوقود بالغاز، الذي صنعته شركة ويليام بيردمور وشركاه، خدم كبدوغلا من عام 1927 إلى عام 1965. انتهي من ترميمها عام 1985، وهي مضخة همفري الوحيدة العاملة في العالم. |
| 72            | Locomotive No.1                                                                     | 20 December 2011                                                       | Powerhouse Museum, 500 Harris Street, Ultimo, Sydney, Australia. | Locomotive No.1 The oldest surviving steam locomotive in Australia Built by Robert Stephenson & Co. in 1854, this is the only locomotive designed by James McConnell, one of the founders of the Institution of Mechanical Engineers, to have been preserved. Locomotive No.1 symbolises the transformation of social, industrial and commercial life in New South Wales through British railway technology. 20 December 2011                                                                        |
| 73            | Yavari                                                                              | 14 March 2012                                                          | Yavari, Puno Bay, Lake Titicaca, Peru. | MS Yavari The world's oldest iron kit-built ship. Designed by James Watt & Co and built in 1862 by the Thames Ironworks & Shipbuilding Co, she was assembled on the shores of Lake Titicaca, Peru and launched in 1870. Now powered by a 1914 4-cylinder Bolinder hot bulb semi-diesel engine producing 320 bhp at 225rpm, MS Yavari is an enduring symbol of the ingenuity and global reach of British engineering. 14 March 2012                                                                   |
| 74            | Titan Crane                                                                         | 5 July 2012                                                            | 1 Aurora Avenue, Queens Quays, Clydebank. G81 1BF | Clydebank Titan Crane Sir William Arrol & Co Built in 1907 for John Brown's shipyard, the Titan Crane is the oldest of its type in the world. With a lifting capacity of 200 tons, Titan was instrumental in the prosperity of the shipyard and Clydebank's rich shipbuilding heritage. This giant cantilever crane dominates the local landscape, inspiring all who visit it. 5 July 2012 |
| 75            | عجلة فالكيرك                                                                        | 6 July 2012                                                            | The Falkirk Wheel, Lime Road, Tamfourhill, Falkirk. FK1 4RS | The Falkirk Wheel Opened by Queen Elizabeth II in 2002, this is the world's only fully rotating boatlift. A sublime fusion of ancient mechanical engineering principles with cutting-edge design and technology, The Falkirk Wheel serves the local community and adorns the landscape. 6 July 2012 |
| 76            | Short SC1 VTOL Aircraft                                                             | 4 October 2012                                                         | Ulster Folk and Transport Museum, Cultra, Holywood, County Down, Northern Ireland. BT18 0EU                                                                          | Short SC1 Research Aircraft Designer: David Keith-Jones FIMechE In 1960 the SC1 became the first British fixed-wing aircraft to switch from vertical to horizontal flight and back again. Using four Rolls-Royce RB108 engines for lift and one for forward propulsion, the SC1 advanced knowledge in control systems and the safe operation of VTOL aircraft. 4 October 2012 |
| 77            | Trencherfield Mill                                                                  | 4 November 2012                                                        | Trencherfield Mill Engine House, Heritage Way, Wigan, Lancashire. WN3 4EF                                                                                            | This magnificent horizontal-twin tandem triple-expansion engine powered all the cotton-spinning machines in the mill for 60 years. Built by J&E Wood in 1907, the engine could produce 2,500 hp at 68rpm. Today, it drives the mill's unique multi-floor rope race through the 70-ton flywheel. |
| 78            | Ellenroad Engine                                                                    | 4 November 2012                                                        | Ellenroad Engine House, Elizabethan Way, Newhey, Rochdale. OL16 4LE                                                                                                  | Victoria and Alexandra The Ellenroad Engine The only working survivor of the great twin horizontal tandem compound steam engines that powered the largest Lancashire mills. Built in 1892 as a triple-expansion engine by J&W McNaught of Rochdale and rebuilt in 1920 by Clayton, Goodfellow & Co of Blackburn. Developing 3,000 hp at 200psi, it drove all 122,000 spindles at the Ellenroad Mill.                                                                                                 |
| 79            | Newcomen Engine Replica                                                             | 9 November 2012                                                        | Black Country Living Museum, Tipton Road, Dudley, West Midlands. DY1 4SQ                                                                                             | The Newcomen Engine Black Country Living Museum This is a full size working replica of the earliest documented steam engine. Built in 1986 using contemporary 18th-century engravings, inventories and descriptions, this engine marks the dawn of the Industrial Revolution. The original engine was erected near Dudley in 1712. It was capable of pumping 170,000 gallons of water a day without recourse to wind, water or animal power. This engine was restored to celebrate the Tercentenary. |
| 80            | Lion Locomotive                                                                     | 23 November 2012                                                       | Museum of Liverpool, Pier Head, Liverpool. L3 1DG | Lion Locomotive Todd, Kitson & Laird of Leeds Star of track and film, Lion is the oldest locomotive to have been steamed in Britain. Lion was built in 1838 and worked for 20 years on the Liverpool & Manchester Railway before being sold to Mersey Docks & Harbour Board as a stationary pumping engine. Rescued in 1927, this 0-4-2 represents the typical British locomotive of her era. |
| 81            | Cruachan Power Station                                                              | 30 November 2012                                                       | Cruachan Power Station Visitor Centre, Lochawe, Dalmally, Argyll. PA33 1AN                                                                                           | Cruachan Balancing supply with fluctuating demand. Transforming electrical energy to potential energy and back again, Cruachan is the world's first high-head reversible pumped-storage power station. Opened by Queen إليزابيث الثانية in 1965, Cruachan can generate over 440MW of electricity during peak demand or use surplus electricity to pump water to the reservoir 300 meters above. |
| 82            | LNER Class A4 4468 Mallard                                                          | 5 April 2013                                                           | National Railway Museum, Leeman Road, York. YO26 4XJ | Mallard The World's Fastest Steam Locomotive Designed for speed by Sir Nigel Gresley, Past President of the Institution of Mechanical Engineers. Mallard was built at Doncaster Works in 1938 and was the first A4 Pacific to have a Kylchap double chimney, reducing exhaust back pressure and increasing power output at high speeds. It attained 126 mph descending Stoke Bank on 3 July 1938. |
| 83            | King Edward Mine                                                                    | 17 May 2013                                                            | King Edward Mine, Troon, Camborne. TR14 9DP | King Edward Mine Mill Training Generations of Mining Engineers Opened by the Camborne School of Mines in 1904 this, the oldest complete Cornish tin mill, marked a major change in tin concentration processes and technology. Restored to working condition, the mill continues to demonstrate to visitors how mined ore is treated to produce finished tin concentrate. 17 May 2013 |
| 84            | APT-E                                                                               | 24 May 2013                                                            | National Railway Museum 'Locomotion', Shildon, County Durham. DL4 1PQ                                                                                                | Advanced Passenger Train – Experimental British Rail – Derby Litchurch Lane Works The world's first self-propelled active tilting train and the first to use computer designed wheelsets and active suspension to eliminate hunting. Powered by ten 350 hp بريتش ليلاند gas turbines the APT-E set the British speed record for non-electric traction of 152.3 mph in 1975. Design principles of tilting trains in use today can be traced back to the APT-E. 24 May 2013                            |
| 85            | Volk's Electric Railway                                                             | 13 July 2013                                                           | Volk's Electric Railway, Marina Drive, Brighton, East Sussex BN2 1EN                                                                                                 | Volk's Electric Railway Brighton The world's oldest operating electric railway opened 4 August 1883 Constructed by pioneering electrical engineer Magnus Volk, the line still follows much of the original route. Continued operation of this railway is a tribute to his life and work. |
| 86            | Lacey Green Windmill                                                                | 14 July 2013                                                           | Lacey Green Windmill, Windmill Farm, Pink Road, Lacey Green, Princes Risborough, Buckinghamshire. HP27 0PG                                                           | Lacey Green Windmill The oldest surviving Smock Windmill in the United Kingdom with wooden machinery dating from around 1650. Restored from dereliction to working order between 1971 and 1986 by volunteer members of The Chiltern Society. |
| 87            | SR.N5 Hovercraft                                                                    | 13 September 2013                                                      | Hovercraft Museum, Daedalus Site, Lee on the Solent, Gosport, Hampshire. PO13 9NY                                                                                    | SR.N5 Hovercraft A new way of travelling. Built in 1963 and powered by a 900-horsepower Bristol Siddeley Gnome gas turbine, Saunders Roe Nautical 5 was the first production hovercraft in the world. This particular craft was used to demonstrate SR.N5 worldwide and train all the pilots for the Inter-Service Hovercraft Trials Unit based at Lee-on-Solent. This is the last example in the world.                                                                                             |
| 88            | LNWR 'Coal Tank' No. 1054                                                           | 19 October 2013                                                        | Ingrow Loco Museum, Ingrow West Station, South Street, Keighley, West Yorkshire. BD21 5AX                                                                            | LNWR 'Coal Tank' No. 1054 Designed by Francis Webb Built in Crewe Works by the London & North Western Railway in 1888 this 0-6-2T steam locomotive was not withdrawn until 1958, having travelled over one million miles in 70 years of public service. With its preservation in 1960 it became a pioneer of today's heritage railway movement. 19 October 2013 |
| 89            | Little Willie                                                                       | 13 December 2013                                                       | The Tank Museum, Bovington, Dorset. BH20 6JG | Little Willie William Foster & Co Designed by William Tritton and Walter Wilson, Little Willie, originally the No. 1 Lincoln Machine, was built in 1915. It subsequently introduced a new design of caterpillar track able to cope with the rigours of the Western Front. This machine pioneered the combination of armour, firepower and mobility that led to the modern tank. 13 December 2013 |
| 90            | Papplewick Pumping Station                                                          | 21 December 2013                                                       | Papplewick Pumping Station, Rigg Lane, Ravenshead, Notts. NG15 9AJ                                                                                                   | Papplewick Pumping Station A fine example of a Victorian fresh water pumping station. Drawing from a 200 feet deep well, the two James Watt & Co rotative beam engines could supply Nottingham with three million gallons of clean water per day. Built by Marriott Ogle Tarbotton and completed in 1884, it was in constant operation until 1969. 21 December 2013 |
| 91            | Armstrong Disappearing Gun                                                          | 24 January 2014                                                        | Taiaroa Head, Dunedin, New Zealand | 6-inch Armstrong Disappearing Gun Taiaroa Head, New Zealand Guarding Otago Harbour, this breech loading gun was operational from 1889 to 1919 and pressed into service again from 1941 to 1943. Mounted on a hydro-pneumatic carriage it could fire a 100 lb shell out to 8000 yards. It was restored to working order by volunteers from the Antique Arms Association and Otago Peninsula Trust. 24 January 2014                                                                                    |
| 92            | محرك سميثويك                                                                        | 14 February 2014                                                       | ThinkTank, Millennium Point, Curzon Street, Birmingham. B4 7XG | The Smethwick Engine Boulton & Watt The World's Oldest Working Steam Engine. Designed by James Watt, the Smethwick Engine was erected in 1779 and pumped water at Smethwick Locks until 1891. It contains many original parts, including the main timber beam, and was the first engine to use the expansive power of steam. 14 February 2014 |
| 93            | BT19 Racing Car                                                                     | 16 March 2014                                                          | Victorian Historic Racing Register Clubrooms, 30-32 Lexton Road, Box Hill, Victoria. Australia                                                                       | REPCO Brabham BT19 Racing Car Sir Jack Brabham AO OBE Ron Tauranac AO & Phil Irving OBE Winner of the 1966 Formula One Drivers' and Constructors' Championships, to date the only car to do so bearing the same constructor's and driver's name. The BT19 with its 310 bhp REPCO V8 engine was a novel, effective, reliable race car that gave Jack Brabham his 3rd Formula One championship. 16 March 2014                                                                                          |
| 94            | Anderton Boat Lift                                                                  | 21 March 2014                                                          | Anderton Boat Lift, Lift lane, Northwich, Cheshire. CW9 6FW | Anderton Boat Lift The world's oldest operational boat lift Designed by Edwin Clark and opened in 1875 to raise boats 50 feet from the River Weaver to the Trent & Mersey Canal using hydraulic power. Later converted to electric drive, it was restored to hydraulic power in 2002 and continues to provide a navigable link between the two waterways. 21 March 2014 |
| 95            | كونكورد                                                                             | 30 April 2014                                                          | متحف الحرب الإمبراطوري دوكسفورد, Cambridge CB22 4QR | Concorde BAC – Aerospatiale Powered by four Rolls-Royce Olympus engines with afterburners, this was the first supersonic transport to enter service and pioneered the use of fly-by-wire in an airliner. Concorde 101 G-AXDN is the British pre-production version. She reached Mach 2.23 (1,450 mph) in April 1974 and holds the speed record for the fleet. 30 April 2014 |
| 96            | PS Kingswear Castle                                                                 | 20 May 2014                                                            | South Embankment, Dartmouth, Devon. TQ6 9BH | Paddle Steamer Kingswear Castle Britain's Last Operational Coal-Fired Paddle Steamer Built in 1924 by Philip & Son of Dartmouth, Kingswear Castle is powered by a Cox & Co compound diagonal steam engine. The engine, built in Falmouth in 1904, is from an earlier vessel of the same name and drives a pair of paddle wheels, ten feet in diameter, propelling Kingswear Castle at eight knots. 20 May 2014                                                                                       |
| 97            | دراجة السلامة                                                                       | 12 September 2014                                                      | Coventry Transport Museum, Millennium Place, Hales Street, Coventry. CV1 1JD                                                                                         | Rover Safety Bicycle A Travel Revolution Recognised as the first modern bicycle, its design is still followed today. The low riding position and chain-driven rear wheel allowed this bicycle to be enjoyed by all. It also played a role in the liberation of women. Designed by John Kemp Starley and produced in Coventry in 1888. 12 September 2014 |
| 98            | Lynton and Lynmouth Cliff Railway                                                   | 18 September 2014                                                      | The Cliff Railway, The Esplanade, Lynmouth, North Devon. EX35 6EQ | The Lynton and Lynmouth Cliff Railway The Oldest Water-Powered Total-Loss Funicular Railway in the UK Designed by George Marks, it has been in continuous operation since 1890. Using the potential energy of water from the West Lyn river and incorporating innovations such as a 'Dead Man's Handle' and fail-safe braking, the railway continues to benefit the local economy. 18 September 2014                                                                                                 |
| 99            | ويستلاند لينكس                                                                      | 25 September 2014                                                      | The Helicopter Museum, Locking Moor Road, Weston-Super-Mare, Somerset. BS24 8PP                                                                                      | Westland Lynx Record-Breaking Helicopter G-LYNX, a modified Westland Lynx helicopter powered by 1,2000shp Rolls-Royce Gem 60 engines driving composite rotor blades and a titanium semi-rigid main rotor head. It broke the Helicopter World Speed Record on 11 August 1986 when it reached 249.09 mph over the Somerset Levels. 25 September 2014 |
| 100           | The Old Furnace at Coalbrookdale Ironworks                                          | 10 October 2014                                                        | Coalbrookdale Museum of Iron, Coach Road, Coalbrookdale, Shropshire TF8 7DQ                                                                                          | The Old Furnace, Coalbrookdale This award recognises not only the work of those early pioneers like Darby and the people at the Ironbridge Gorge Museum Trust who have so ably kept the early days of the industrial revolution alive, but also the engineering spirit of innovation and progress. 9 October 2014 |